# Zaporijjea, Velîka Oleksandrivka
Zaporijjea (în ucraineană Запоріжжя) este un sat în comuna Davîdiv Brid din raionul Velîka Oleksandrivka, regiunea Herson, Ucraina.

## Demografie
Componența lingvistică a localității Zaporijjea
     Ucraineană (86,11%)
     Rusă (8,33%)
     Română (5,56%)
Conform recensământului din 2001, majoritatea populației localității Zaporijjea era vorbitoare de ucraineană (86,11%), existând în minoritate și vorbitori de rusă (8,33%) și română (5,56%).